# Genotmiddel

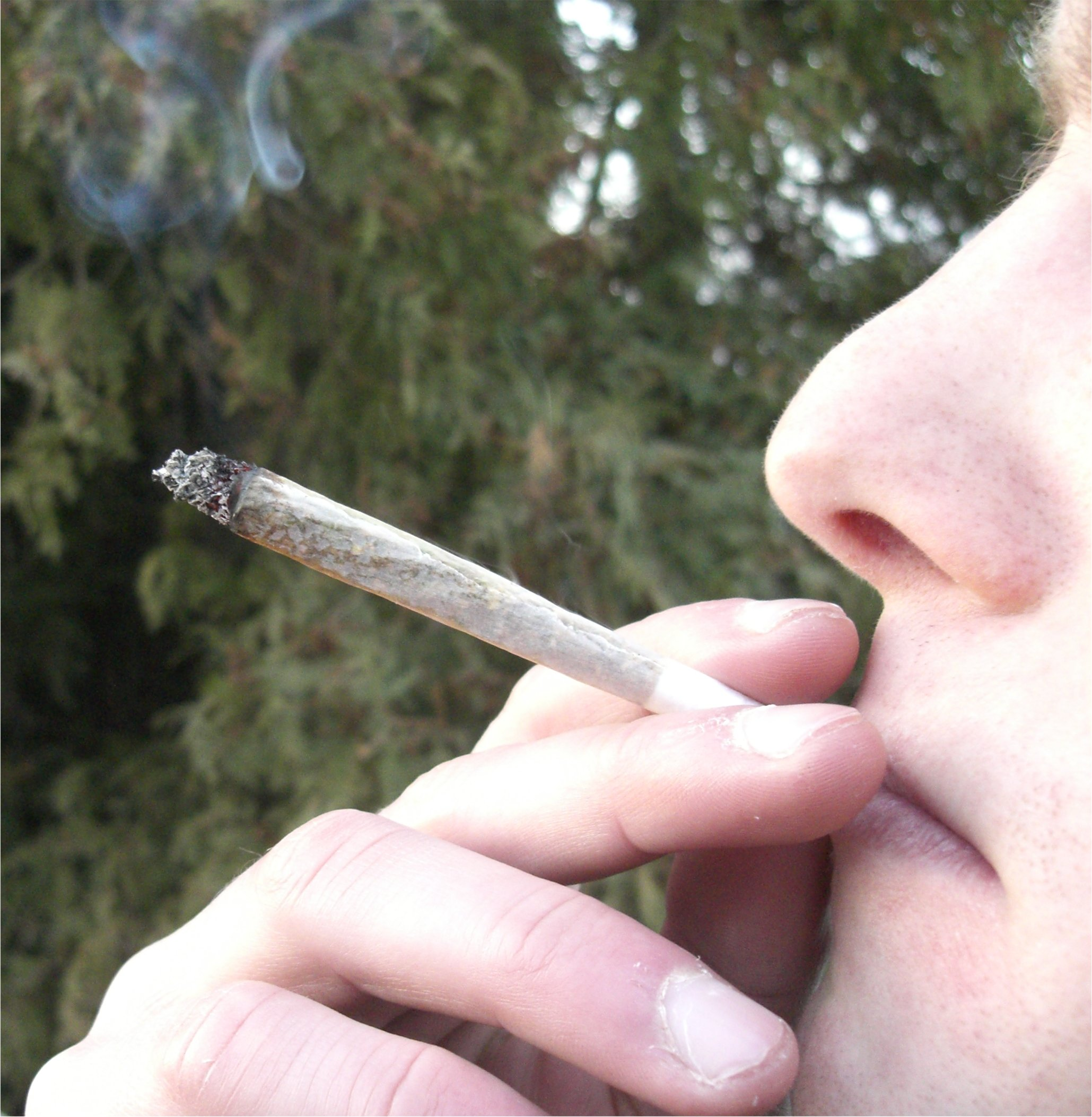
Een joint: een 'genotsmiddel' dat wordt gerookt.

Een genotmiddel is een verouderde term voor middelen die mensen gebruiken om een gevoel van genot te ervaren. Deze middelen hebben vaak veel nadelen en risico’s. Genotmiddelen geven niet altijd genot, en kunnen zorgen voor vervelende klachten en situaties. Soms kunnen genotmiddelen zorgen voor verslaving en levensgevaarlijke klachten of situaties. De meeste genotmiddelen geven de illusie van genot.
Het kan dan gaan om bepaalde voedingsmiddelen. Die worden dan niet geconsumeerd voor hun voedingswaarde, maar voor de (zogenaamde) aangename of stimulerende werking ervan. Het gebruik van bijvoorbeeld cafeïne, tabak (nicotine) en alcoholhoudende dranken, zorgt voor gewenning, waarna het 'genot' alleen nog maar bereikt kan worden door een steeds hogere dosis, zolang lichaam en geest dit aankunnen. Bij bijvoorbeeld nicotine, is op een gegeven zo'n hoge dosis nodig, die men nooit kan roken, omdat dit (ernstige) gevolgen kan hebben, bijvoorbeeld meer dan 100 sigaretten per dag. Dit is maatschappelijk ook onaanvaardbaar en voor de roker ook bijna niet te doen.
De bekendste zijn (dus) tabak (nicotine), koffie en thee (cafeïne) en alcohol. Ook chocolade (theobromine) en suikergoed kunnen hier eventueel toe worden gerekend.
Daarnaast is er nog een grote groep psychoactieve middelen, vaak illegale middelen die niettemin veel worden gebruikt, zoals marihuana, hasjiesj, morfine, heroïne en cocaïne, die meestal met de groepsnaam drugs worden aangeduid.